# IC 1908/1
IC 1908/1 је спирална галаксија у сазвијежђу Часовник која се налази на листи објеката дубоког неба у Индекс каталогу.
Деклинација објекта је - 54° 49' 9" а ректасцензија 3h 15m 5,1s. Привидна величина (магнитуда) објекта IC 1908 износи 13,8 а фотографска магнитуда 14,6. IC 19081 је још познат и под ознакама ESO 155-13, AM 0313-545, IRAS 03137-5500, PGC 12085.